# Chiến tranh Nagorno-Karabakh thứ nhất

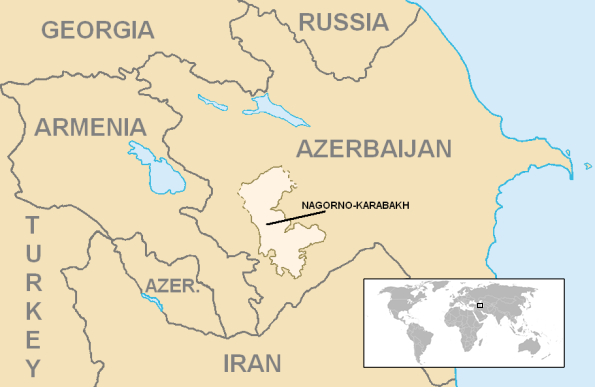
Nagorno-Karabakh hiện tại là một nước Cộng hòa độc lập trên thực tế, nhưng trên lý thuyết vẫn là một phần của Cộng hòa Azerbaijan.

Cuộc chiến tranh Nagorno-Karabakh là cuộc xung đột vũ trang diễn ra từ tháng 2 năm 1988 đến tháng 5 năm 1994, tại vùng Nagorno-Karabakh(I) nằm trong vùng lãnh thổ phía tây nam của Azerbaijan, giữa dân cư Nagorno-Karabakh tuyệt đại đa số là người Armenia, được hỗ trợ bởi Cộng hòa Armenia, chống lại Cộng hòa Azerbaijan. (Các cuộc xung đột vũ trang quy mô nhỏ tiếp tục tiếp diễn cho tới tháng 8 năm 2008). Cùng với sự gia tăng chiến sự, Armenia và Azerbaijan, đều là các nước Cộng hòa thuộc Liên bang Xô Viết cũ, bị cuốn vào cuộc chiến tranh sơn cước ở Karabakh vì Azerbaijan muốn dập tắt phong trào ly khai tại Nagorno-Karabakh. Chính quyền vùng đất này bỏ phiếu ủng hộ sáp nhập vào Armenia, với đa số dân cư Karabakh ủng hộ độc lập trong cuộc trưng cầu dân ý. Yêu cầu sáp nhập với Armenia, ra đời cuối những năm 1980, diễn ra một cách hòa bình; nhưng trong những tháng tiếp theo, khi Liên bang Xô Viết tan rã, đã biến thành một cuộc xung đột bạo lực giữa hai nhóm sắc tộc, dẫn đến những tố cáo về các hành vi thanh lọc sắc tộc từ cả hai phía.
Các cuộc xung đột nổ ra không bao lâu sau khi Quốc hội Nagorno-Karabakh, một tỉnh tự trị thuộc Azerbaijan, bỏ phiếu ủng hộ việc gia nhập Armenia ngày 20 tháng 2 năm 1988. Tuyên bố ly khai khỏi Azerbaijan là kết quả của sự "bất bình kéo dài từ phía cộng đồng người Armenia ở Nagorno Karabakh do sự cấm đoán tự do tôn giáo và văn hóa bởi chính quyền trung ương Xô Viết và nhà cầm quyền Azerbaijan", nhưng quan trọng hơn, là cuộc xung đột lãnh thổ.
Cùng với các phong trào ly khai tại các nước Cộng hòa Baltic gồm Estonia, Latvia và Litva, phong trào ly khai tại vùng Kavkaz góp phần quan trọng và cũng là đặc trưng của sự sụp đổ Liên bang Xô Viết. Khi Azerbaijan tuyên bố độc lập và cách chức chính quyền Karabakh, cộng đồng Armenia chiếm đa số bỏ phiếu tuyên bố ly khai khỏi Azerbaijan và tuyên bố thành lập nhà nước Cộng hòa Nagorno-Karabakh.
Giao tranh trên quy mô lớn nổ ra vào cuối mùa đông năm 1992. Các nỗ lực thương thảo từ nhiều tổ chức quốc tế, bao gồm cả OSCE thất bại trong việc tìm ra một giải pháp được cả hai bên chấp nhận. Mùa xuân năm 1993, các lực lượng Armenia chiếm được các khu vực nằm phía ngoài Karabahk, khiến cho cuộc xung đột có nguy cơ lan rộng với sự can thiệp của những quốc gia khác trong khu vực. Tới cuối cuộc chiến, người Armenia giành được quyền kiểm soát phần lớn vùng lãnh thổ, ngoài ra còn chiếm được thêm chừng 9% lãnh thổ Azerbaijan. Chừng 230.000 người Armenia từ Azerbaijan và 800.000 người Azeris từ Armenia và Karabakh phải chạy tị nạn do cuộc xung đột. Một cuộc ngưng bắn do Nga làm trung gian được ký kết tháng 5 năm 1994 và đàm phán hòa bình, trung gian bởi OSCE vẫn tiếp diễn kể từ đó.

## Nguồn gốc tranh chấp

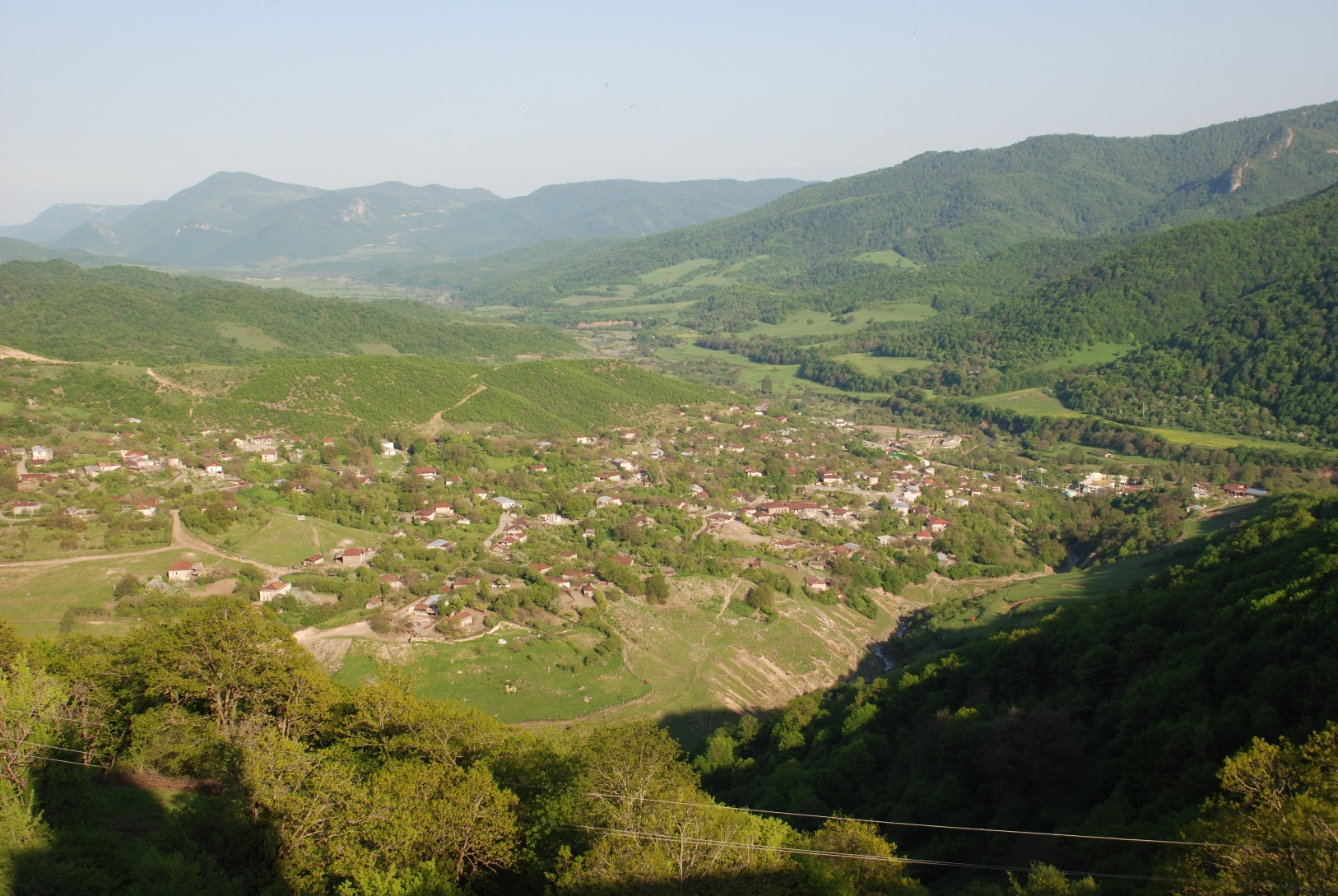
Lãnh thổ Karabagh.

### Chiến dịch Goranboy

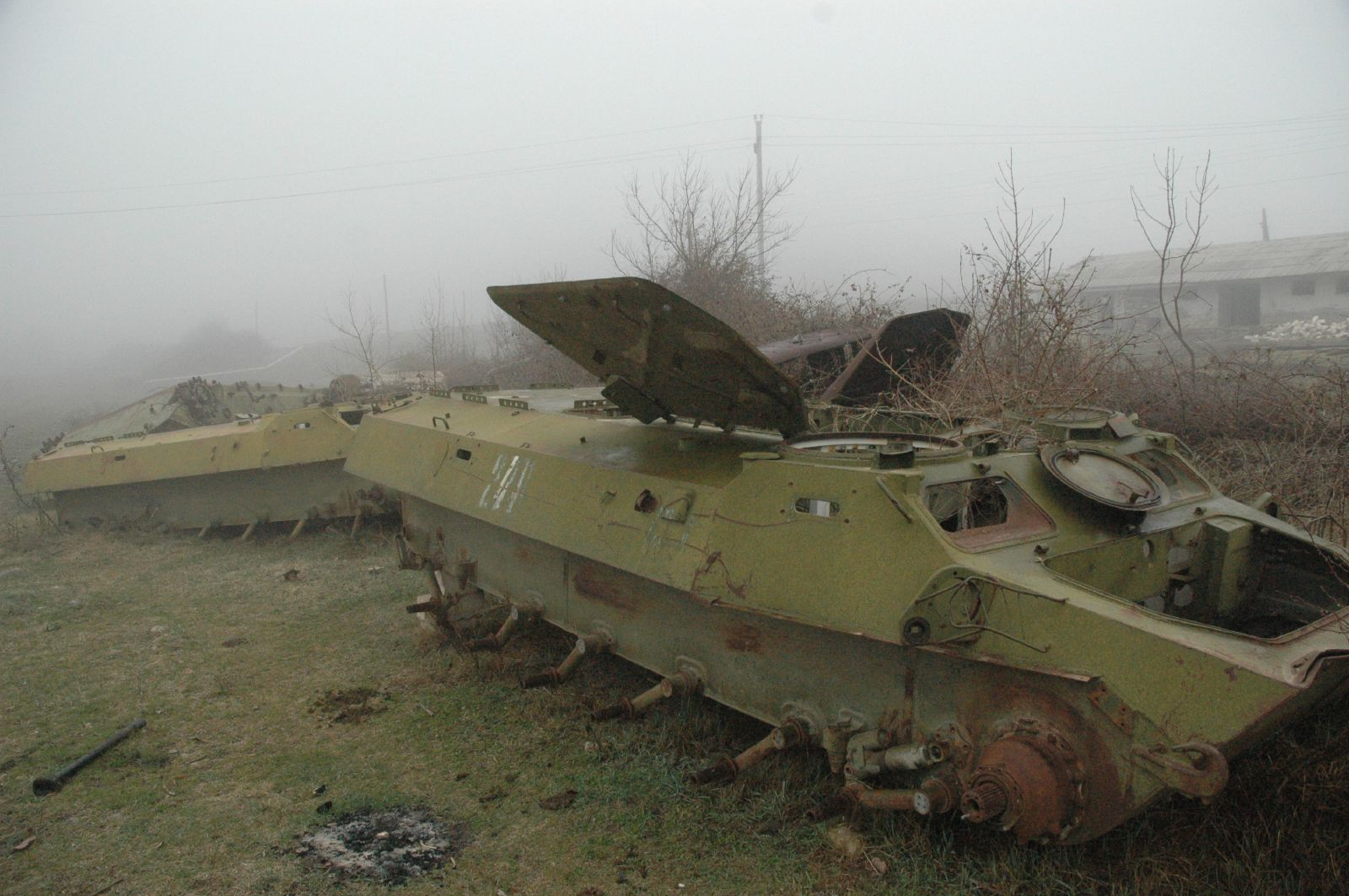
Xe bọc thép của Azerbaizan bị phá hủy tại Karabagh.